# Конституционалистская революция
Конституционалистская революция (порт. Revolução Constitucionalista) — восстание населения штата Сан-Паулу против временного правительства Жетулиу Варгаса, вызванное недовольством местной элиты Сан-Паулу результатами Бразильской революции 1930 года, свергнувшей президента-паулиста Вашингтона Луиса и подорвавшей автономию штатов.

## Причины
Главная цель революции состояла в том, чтобы заставить временное правительство Жетулиу Варгаса принять новую конституцию, взамен отменённой конституции 1889 года. Кофейные магнаты не могли смириться с назначаемыми Варгасом временными губернатороми (так называемыми интервенторами, порт. interventor), не принимали его усилия по централизации и проведению экономических реформ, таких как увеличение налогов на 5 процентов и раздачу части земли участникам революции. Среди гражданского населения Сан-Паулу не существовало однозначного мнения относительно восстания, и на улицах городов проходили многочисленные митинги как в поддержку, так и против Варгаса. Однако по мере развития движения и роста недовольства президентом Варгасом и его диктаторским стилем правления кофейная олигархия штата стала выступать за свержение федерального правительства и даже выход штата Сан-Паулу из состава Бразилии.

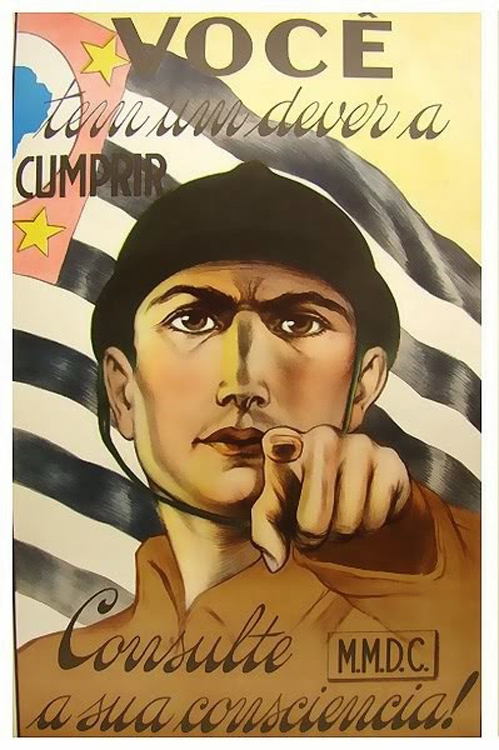
Плакат паулистов

## Восстание
Восстание началось 9 июля 1932 года после убийства членами Народной партии паулистов (несколькими месяцами ранее называемой «Революционный легион»), политической и военной организации, созданной интервентором Жуаном Альберту, которые служили опорой режима Жетулиу Варгаса в Сан-Паулу, пяти студентов во время одного такого митинга 23 мая 1932 года. В память об их смерти восставшие назвали своё движение MMDC (по первым буквам фамилий убитых — Мартинс, Мирагая, Драузио и Камарго). Пятая жертва, Алваренга, умер только через месяц. Начались вооружённые стычки отрядов добровольцев с правительственными войсками, на помощь паулистам пришли отряды из Минас-Жерайс, Мату-Гросу и других штатов. Паулистская армия насчитывала около 3 тыс. солдат, 10 тыс. полицейских и около 20 тыс. добровольцев, в её планы входил захват Рио-де-Жанейро. Так как штат Сан-Паулу имел самое большое население Бразилии, что стало серьезным вызовом правительству Жетулио Варгаса.

## Боевые действия
Восставшая 2-я дивизия двинулась на Рио-де-Жанейро, тогдашнюю столицу Бразилии, но на границе между штатами Рио-де-Жанейро и Сан-Паулу была остановлена лояльной правительству 1-й дивизией. Началась трехмесячная позиционная война, в которой против около 20000 паулистов действовали федеральные силы, насчитывавшие около 34000 человек. К концу войны, несмотря на продвижение примерно на 70 км, федералы все еще находились на расстоянии около 150 км от Сан-Паулу.
На морском театре конфликта бразильские военно-морские силы в составе крейсера и трех эсминцев, а также пяти гидросамолетов, заблокировали главный порт штата Сан-Паулу Сантос и перерезали единственную линию снабжения повстанцев по морю. 
На юге штата Сан-Паулу федералы создали Южный отряд, состоявший из 3-й и 5-й  дивизий, 3-х кавалерийских дивизий и бригады гаучо из штата Риу-Гранди-ду-Сул, насчитывавший 18000 человек, действовавший против всего 3-5000 паулистов. 17 июля федералы прорвали фронт в Итараре и стали продвигаться к столице штата.
Наконец, решающим фронтом стал фронт Минас-Жерайс, на котором 18 000 солдат-федералов действовали против примерно 7 000 паулистов. 26 августа базирующаяся там 4-я федеральная дивизия вместе с полицией Минас-Жерайса и другими войсками штатов прорвала фронт в Элевтерио (Итапира), продвинувшись примерно на 50 км к Кампинасу. Когда до Сан-Паулу оставалось всего около 70 км, паулисты 2 октября в городе Крузейро подписали капитуляцию.
6 октября войска генерала Вальдомиро Кастильо де Лима, тогдашнего командующего вооруженными силами на юге Бразилии, вошли в Сан-Паулу.
После военного поражения конституционалистской революции большинство ее лидеров были сосланы в Португалию. 
По официальным данным, в результате боевых действий погибло 934 человека, но, по независимым оценкам, погибло до 2200 человек.

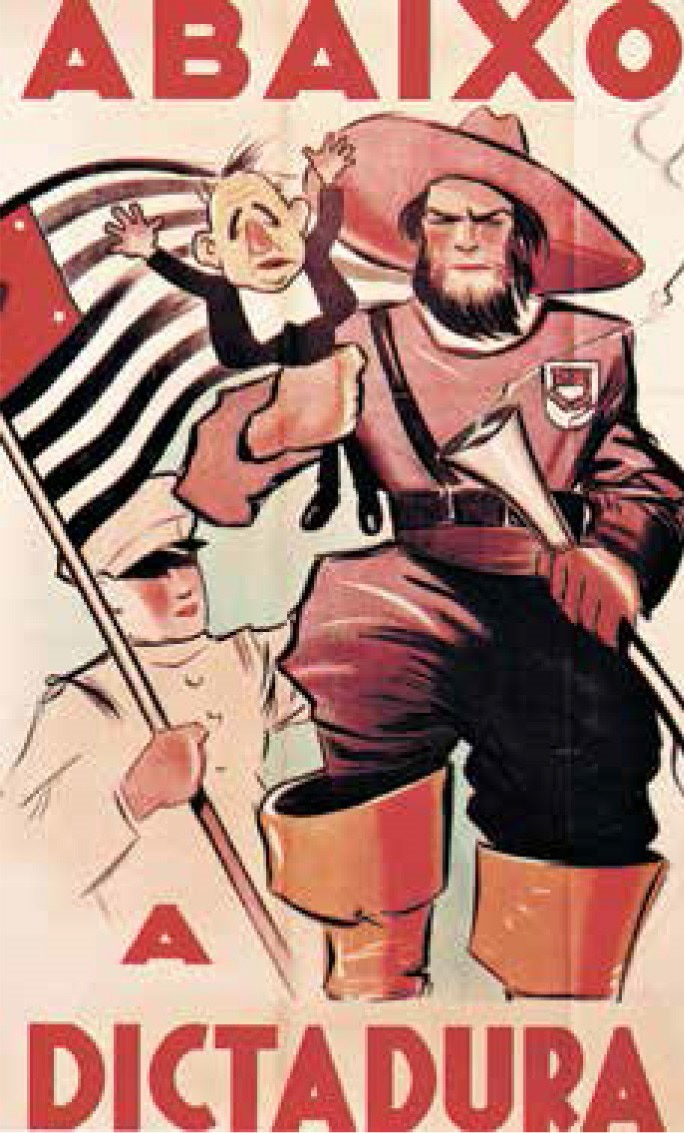
Пропагандистский плакат, изображающий бандейранта, держащего в правой руке диктатора Варгаса

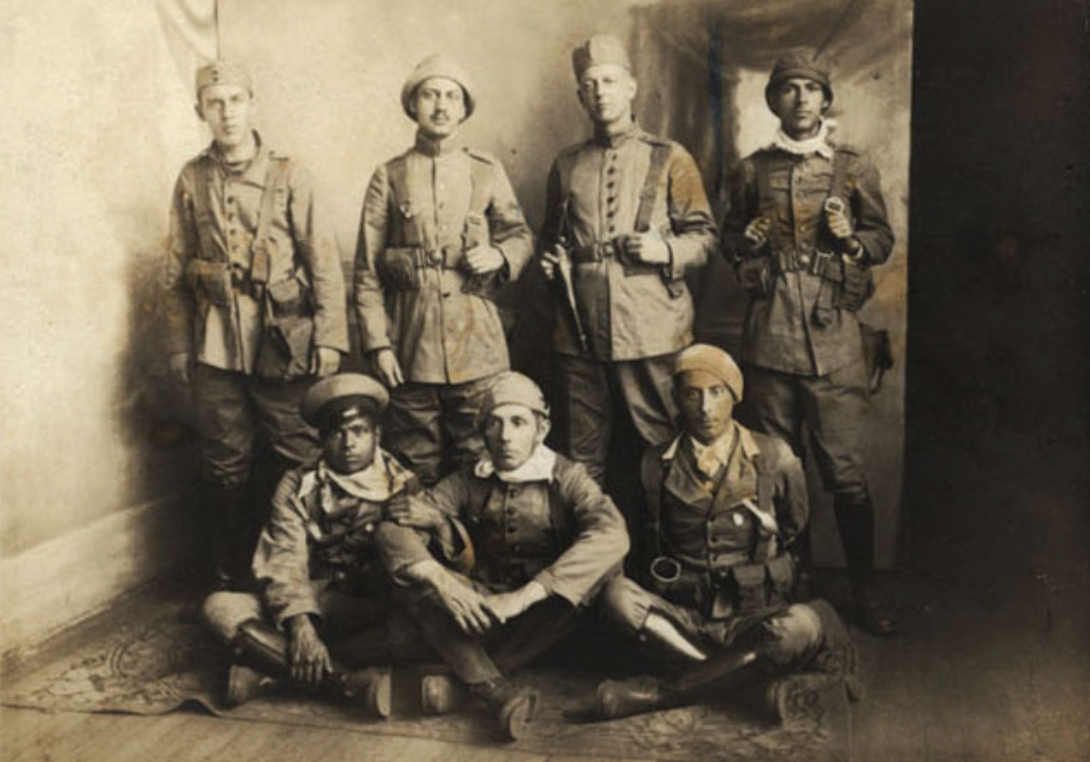
Восставшие солдаты

## Последствия
Несмотря на военное поражение паулистов, правительство впоследствии удовлетворило многие требования революционеров — назначение невоенного губернатора штата, выборы в Конституционную ассамблею и принятие новой конституции в 1934 году.
До 1934 года режим Варгаса пришёл к форме, гибридной между фашистским режимом Муссолини в Италии и «Новым государством» Салазара в Португалии. Постепенно Варгас отошёл от идеи «временного правительства», отказался от либерального капитализма и социального реформизма, которые были основой левого крыла (крыла младших офицеров) Либерального Альянса. Отторжение левого крыла коалиции в наибольшей мере проявилось в отказе провести обещанную земельную реформу.
Варгас в наибольшей мере поддерживал плантаторское крыло коалиции и, несмотря на попытку восстания, был настроен на создание нового альянса с кофейной олигархией Сан-Паулу. Варгас освободил кофейных плантаторов, которые все ещё имели существенное влияние на выборную государственную машину, от значительной части банковских долгов, что помогло им оправиться от краха программы валоризации. Чтобы помириться со своими противниками после неудачного восстания, он даже приказал Банку Бразилии принять долговые обязательства, выпущенные правительством повстанцев.